# Lovreta
Lovreta (njemački: Loretto, mađarski: Lorettom) je tržni grad u austrijskoj saveznoj državi Gradišće, administrativno pripada Kotaru Željezno-okolica. 

## Stanovništvo
Lovreta prema podacima iz 2010. godine ima 445 stanovnika. 1910. godine je imala 281 stanovnika većinom Nijemca.

## Vanjske poveznice
- Fotografije Lovreta  Arhivirana inačica izvorne stranice od 17. kolovoza 2013. (Wayback Machine)